# Carl Mayer von Rothschild
Carl Mayer von Rothschild (Francoforte sul Meno, 24 aprile 1788 – Napoli, 10 marzo 1855) è stato un banchiere tedesco, attivo nel Regno delle Due Sicilie e capostipite della famiglia di banchieri Rothschild di Napoli.

## Biografia
Nato Kalman Mayer Rothschild a Francoforte sul Meno, era il quarto dei cinque figli maschi di Mayer Amschel Rothschild (1743-1812) e Gutlé Schnapper (1753-1849). Sarebbe diventato noto come "Carl" dalla famiglia eccetto che per i parenti inglesi che lo traducevano in "Charles". Cresciuto in una famiglia sempre più prospera, si formò nel settore bancario del padre e visse in casa fino all'età di 29 anni quando acquistò una residenza modesta al 33 Neue Mainzer Strasse di Francoforte sul Meno, in preparazione per il suo matrimonio il 16 settembre 1818 con Adelheid Herz (1800-1853). Avrebbero avuto i seguenti figli:
- Charlotte (1819-1884), sposò Lionel de Rothschild;
- Mayer Carl (1820-1886);
- Adolf Carl (1823-1900);
- Wilhelm Carl (1828-1901);
- Anselm Alexander Carl (1835-1854).

Volendo ampliare l'attività di famiglia in tutta Europa, il figlio maggiore Rothschild Amschel rimase a Francoforte, mentre ciascuno degli altri figli furono inviati in diverse città europee per aprire una filiale bancaria. L'occupazione di Napoli del 1821 dall'esercito austriaco fornì l'opportunità per i Rothschild di avviare un'attività nel Regno. Come tale, Carl Rothschild fu mandato a Napoli, dove fondò la C M de Rothschild & Figli che operasse come un ufficio satellite della sede della Rothschild di Germania a Francoforte.
Carl Rothschild è stato talvolta visto come il meno dotato dei cinque fratelli. Tuttavia, egli si dimostrò a Napoli un uomo d’affari abile ed molto capace nel sviluppare tutte le più importanti relazioni commerciali. Stabilì un buon rapporto di lavoro con Luigi de' Medici di Ottajano, il "Direttore della Segreteria di Azienda del Regno di Napoli" (Ministro della Finanza), e la sua azione divenne la casa bancaria dominante a Napoli. Come risultato del successo di Carl, i Rothschild ebbero una presenza bancaria consistente in Inghilterra ed in altre tre grandi capitali europee, dando notevole influenza alla famiglia e un vantaggio rispetto ai concorrenti.
Nel 1822, a Carl Rothschild ed ai suoi quattro fratelli fu concesso ad ognuno il titolo di barone, o Freiherr, dall'Imperatore Francesco I d'Austria. Durante l'inverno del 1826, Leopoldo di Sassonia-Coburgo, futuro Re dei Belgi fu un ospite di Carl von Rothschild nella sua villa a Napoli. Nel 1829, Carl fu nominato console generale della Sicilia a Francoforte e nel gennaio 1832 al banchiere ebreo fu dato un nastro e la stella del Sacro militare ordine costantiniano di San Giorgio durante una cerimonia con il nuovo Papa, Gregorio XVI.

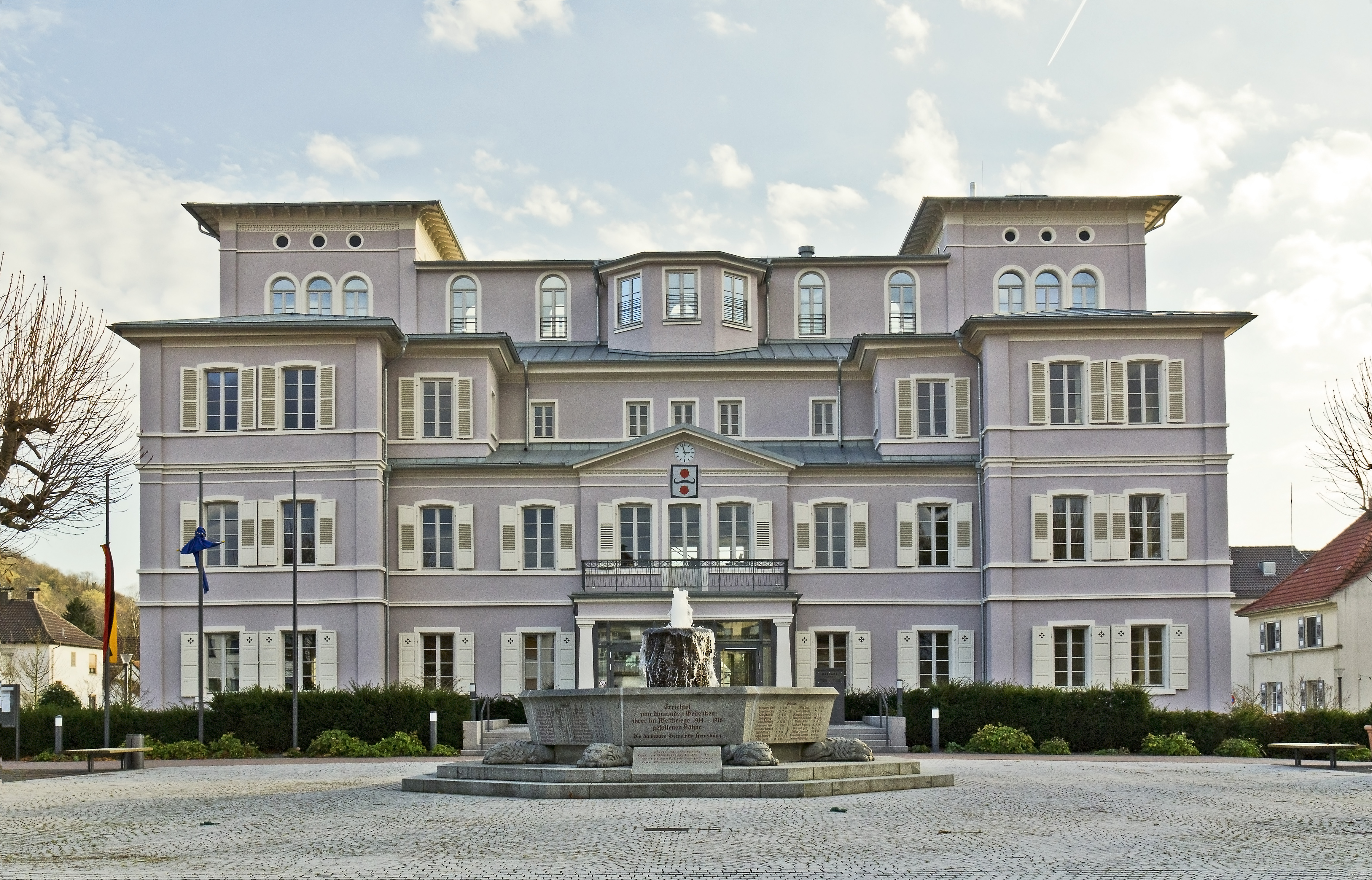
Un ex dimora Rothschild a Hemsbach, Germania

Carl von Rothschild mantenne case a Francoforte sul Meno ed a Napoli. Nel 1837 costruì la Villa Günthersburg su una vasta proprietò a Francoforte sul Meno di proprietà di suo padre in quello che ora è Günthersburgpark. nel 1841, acquistò la Villa Pignatelli alla Riviera di Chiaia con una vista spettacolare sul mare e sul Vesuvio.
Due anni dopo la morte di sua moglie Adelheid nel 1853 ed un anno dopo la morte del loro figlio Anselm Alexander Carl all'età di diciotto anni, Carl von Rothschild morì a Napoli il 10 marzo 1855. Un settimo delle sue proprietà andò a sua figlia Charlotte con il resto diviso in parti uguali tra i suoi tre figli superstiti. Adolf Carl rilevò l'attività a Napoli da suo padre e Mayer Carl e Wilhelm Carl successero al loro zio senza figli Amschel a Francoforte.